# 謝敏男
謝 敏男（しゃ びんなん、1940年8月9日 - ）は台湾出身のプロゴルファー。日本ツアーで複数優勝した経歴を持つ。

## 来歴
台北市に生まれる。淡水ゴルフクラブの13番ホール近くに住み、12歳の時には余暇を使ってゴルフクラブを運ぶ仕事をした。旧淡水ゴルフクラブで指導を受け、20歳前半で頭角を現した。1962年に国慶盃に準優勝して初めてクラブセットを入手した。
1964年に郭智星とともにローマのアイゼンハワーカップに出場する。この試合で個人優勝を達成した。
1965年にプロ転向すると日本に移住し、同年の関東オープンで優勝する。陳清水から支援を受け、後にその次女と結婚した。1971年にアジアツアー選手権で優勝。1972年にはワールドカップに呂良煥とともに出場、呂と組んだ団体戦・個人戦の両方で優勝した。
1982年の日本ツアーでは3週間に12ラウンドを回り、3試合に優勝した。後身の育成にもあたり、1994年のアジア競技大会ではコーチを務めた。